# 増田町立亀田小学校
増田町立亀田小学校（ますだちょうりつ かめだしょうがっこう）は、秋田県横手市増田町亀田にかつて存在した公立小学校。

## 概要
亀田小学校は、1874年（明治7年）12月1日に名沢村にて開校した「名沢学校」の分校から独立して誕生した学校で、1892年（明治25年）4月7日に開校したが、2002年（平成14年）に増田小学校へと統合され、閉校した。
亀田小学校の母校となる名沢学校は、亀田村と名沢村の両村組合が曹洞宗香最寺を校舎として創立したもので、1887年（明治20年）に醍醐尋常小学校（現・横手市立醍醐小学校）の分校となった後に尋常小学校へ昇格、廃止、分教場としての再設置などを経て1969年（昭和44年）に完全に廃止となった。
閉校後は「亀田地域センター（亀田公民館）」として公民館機能をもつ施設となり、2017年（平成29年）には地域センターから地区交流センターへと名を変えた。2023年（令和5年）4月1日からは施設の名前も亀田公民館から亀田地区交流センターへと改称した。

## 歴史

### 略歴
亀田小学校の前身となるのは、1874年12月1日に開校した「名沢学校」であり、亀田村と名沢村が連合して曹洞宗香最寺の一部を借用して開校した。
1879年1月には亀田村字半助村101番地にて分教室を開設（校舎は民家を借用）し、出張授業を開始した。1882年には名沢小学校亀田分校となるが、1887年の第一次小学校令の施行により名沢小学校は醍醐尋常小学校（現在の横手市立醍醐小学校）の分校となった。そのため、亀田分校は増田小学校の分校となり、半助村にて校舎を新築・移転した。
1892年4月7日には分校から独立し、「亀田尋常小学校」として創立、1913年に校舎を現在地（亀田村字半助村70番地）へと移転した。1990年9月23日には新校舎が竣工し、この校舎が閉校時まで使用されることとなった。
2002年4月1日に増田小学校・西成瀬小学校・増田東小学校と統合し、新生「増田小学校」が発足、亀田小学校は閉校した。

### 年表
以下、注釈の無い項目は『増田町史（1997年）』の情報によるもの。
- 1874年12月1日 - 亀田村と名沢村が連合し、「明沢学校」が香最寺を校舎にして開校。
- 1879年1月 - 亀田村字半助村101番地に分教室を設置。
- 1882年 - 分教室が「明沢小学校亀田分校」となる。
- 1887年4月1日 - 明沢小の分校化に伴い[8]、「増田小学校亀田分校」となる。校舎を新築。
- 1892年4月7日 - 「亀田尋常小学校」として独立。
- 1913年10月20日 - 現在地に校舎を移転。
- 1941年4月1日 - 国民学校令により、「亀田国民学校」と改称。
- 1942年10月30日 - 創立50周年記念式典挙行、校歌制定。
- 1947年4月1日 - 学校教育法（現行法）により、「増田町立亀田小学校」と改称。増田中学校亀田分校を附設[11]。
- 1948年8月 - 亀田分校を本校（増田中学校）へ統合[11]。
- 1990年9月23日 - 新校舎が竣工。
- 2002年3月31日 - 閉校[3]。